# Adrien-François Servais
Adrien-François Servais (født 6. juni 1807 i Halle ved Bryssel, død 26. november 1866 sammesteds) var en belgisk violoncelvirtuos.
Servais, der var elev af konservatoriet i Bryssel, optrådte første gang offentlig i Paris og foretog fra 1834 omfattende koncertrejser (1862 i København). I 1848 blev han lærer ved konservatoriet i Bryssel og har uddannet en stor række udmærkede elever. Servais har tillige skrevet en del kompositioner for sit instrument. Hans søn Joseph (1850—85), ligeledes violoncellist, var 1869-70 ansat ved hofkapellet i Weimar og blev senere lærer ved konservatoriet i Bryssel.